# Phraortes miranda
Phraortes miranda är en insektsart som beskrevs av Chen, S.C. och Yun He He 2008. Phraortes miranda ingår i släktet Phraortes och familjen Phasmatidae. Inga underarter finns listade i Catalogue of Life.